# Carla Morando
Carla Sardano Morando  (São Caetano do Sul, 8 de outubro de 1974), formada em fisioterapia, com pós graduação em fisioterapia Cardio-Respiratória, empresária e política brasileira, filiada ao Partido da Social Democracia Brasileira (PSDB), atual deputada estadual por São Paulo, reeleita em 2022 com 177.773 votos. Desde 2007, é casada com o ex-prefeito de São Bernardo do Campo, Orlando Morando. e atual secretário de Segurança Publica por São Paulo.

## História

### Carreira política
Foi eleita, em 2019, líder do PSDB na Assembleia Legislativa de São Paulo e é membra titular das comissões de Finanças, Orçamento e Planejamento e de Defesa dos Direitos das Mulheres. Trabalhou com mulheres que enfrentaram o câncer de mama, no Centro de Atenção Integral à Saúde da Mulher e no Hospital Mário Covas. Também realizou projeto com gestantes, no serviço público.
Nas eleições de 2018, foi candidata a deputada estadual pelo PSDB e foi eleita com 89.636 votos.